# NGC 4157
NGC 4157 ist eine Balken-Spiralgalaxie mit ausgedehnten Sternentstehungsgebieten vom Hubble-Typ SBb im Sternbild Großer Bär am Nordsternhimmel. Basierend auf der Radialgeschwindigkeit von etwa 775 km/sec ist NGC 4157 nur etwa 38 Millionen Lichtjahre entfernt, was in schlechter Übereinstimmung mit den rotverschiebungsunabhängigen Entfernungsschätzungen von 50 bis 75 Millionen Lichtjahren steht. Bei Objekten mit solch kleinen Radialgeschwindigkeiten können besondere (nicht Hubble-Expansions-)Geschwindigkeiten die Messung erheblich beeinflussen, so dass die tatsächliche Entfernung wahrscheinlich in der Nähe des Medians der rotverschiebungsunabhängigen Entfernungen liegt.
Die Galaxie ist Teil des Ursa-Major-Galaxienhaufens.

Im selben Himmelsareal befindet sich u. a. die Galaxie NGC 4187.

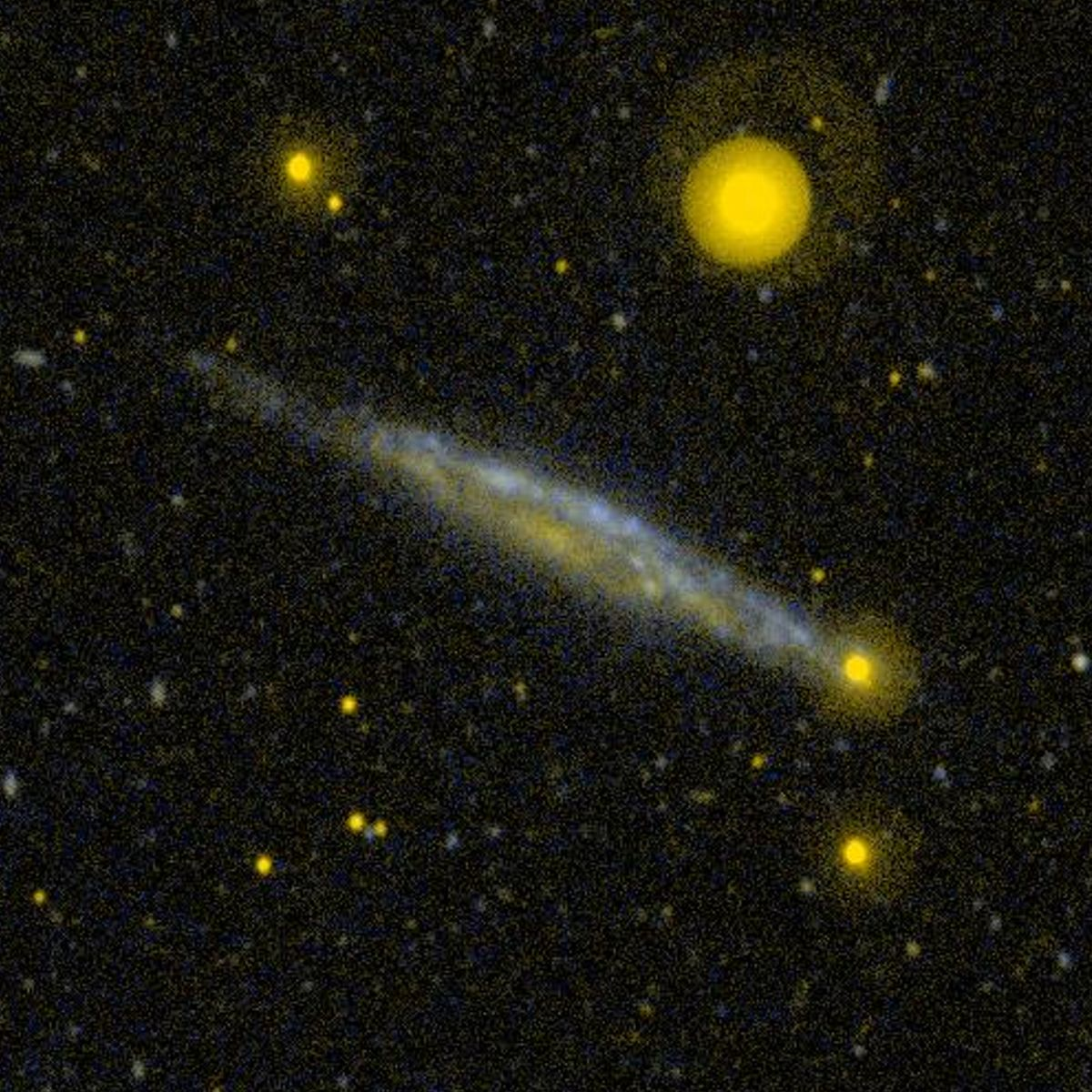
Ultraviolettaufnahme durch GALEX

Die Typ-IIP-Supernovae SN 1937A, SN 1955A und SN 2003J wurden hier beobachtet.
Das Objekt wurde am 9. März 1788 von William Herschel entdeckt.